# Johann Fadle
Johann Fadle (Teschen, 20 de dezembro de 1908 — Karlsruhe, 6 de maio de 1990) foi um engenheiro alemão.
Foi assistente de Theodor Pöschl em 1947 na Universidade de Karlsruhe, onde obteve a habilitação em 1949 e foi depois privatdozent, onde aposentou-se em 1973.
Simultaneamente com Peter Feodorovich Papkovich desenvolveu as autofunções, atualmente associadas ao nome Papkovich-Fadle.
Está sepultado no cemitério de Ettlingen.

## Publicações selecionadas
- Die Selbstspannungs-Eigenwertfunktionen der quadratischen Scheibe. Ingenieur-Archiv 11 (2):125-149, 1940[ligação inativa]
- Expansions in terms of the Fadle-Papkovich functions in the problem for a strip with a cut[ligação inativa]